# ロッケッタ・ターナロ
ロッケッタ・ターナロ（伊: Rocchetta Tanaro）は、イタリア共和国ピエモンテ州アスティ県にある、人口約1,400人の基礎自治体（コムーネ）。

## 地理

### 位置・広がり

#### 隣接コムーネ
隣接するコムーネは以下の通り。括弧内のALはアレッサンドリア県所属を示す。
- ベルヴェーリオ
- カステッロ・ディ・アンノーネ
- チェッロ・ターナロ
- コルティリオーネ
- マージオ (AL)
- モンベルチェッリ
- ロッカ・ダラッツォ

#### 地震分類
イタリアの地震リスク階級 (it) では、4 に分類される
。

## 行政

### 分離集落
ロッケッタ・ターナロには、以下の分離集落（フラツィオーネ）がある。
- Asinara, Cornalea, Gatti, Sant'Emiliano

## 姉妹都市
- ドンナス、イタリア 2002年